# Brian Mikkelsen
Pour les articles homonymes, voir Mikkelsen.
Brian Arthur Mikkelsen, né le 31 janvier 1966 à Copenhague (Danemark), est un homme politique danois membre du Parti populaire conservateur (KF).
Ancien ministre de l'Économie et du Commerce du Danemark, il a tout d'abord été ministre de la Culture pendant sept ans à partir de 2001, avant d'occuper le poste de ministre de la Justice jusqu'au début de l'année 2010.

## Éléments personnels

### Études
En 1986, il obtient son diplôme de l'enseignement secondaire et intègre l'Institut des sciences économiques de l'université de Copenhague où il étudie pendant trois ans. Il interrompt ensuite ses études supérieures, les reprenant en 1991 à l'Institut des sciences politiques de l'université de Copenhague, où il obtient une maîtrise de sciences politiques en 1994.

### Travail
Il commence à travailler en 1990 au sein de la société Gfk/Observa, où il occupe un poste d'analyste. Deux ans plus tard, il est embauché comme économiste par le Fonds d'assurance chômage des travailleurs indépendants (ASE) et y travaille jusqu'en 1996.
Il a également fait partie du conseil du Centre danois pour les droits de l'homme de 1998 à 2001, été impliqué dans la Fédération d'éducation populaire (FOF), et siégé au conseil d'administration de l'Agence mondiale antidopage (AMA) entre 2002 et 2008. Il en a même été vice-président pendant deux ans à partir de 2006.

### Vie privée
Il est marié avec Eliane Wexøe.

## Parcours politique

### Au sein du KF
En 1986, il est élu président des lycéens conservateurs danois et des lycéens conservateurs scandinaves. Il renonce à ces fonctions un an plus tard et entre au comité exécutif des Étudiants conservateurs danois, dont il prend la tête en 1989 pour un an. Cette même année, il est élu membre du comité exécutif du Parti populaire conservateur (KF).
Il en sort en 1991 mais y siège de nouveau depuis 1998. Il a également été porte-parole du KF sur les questions de recherche, de culture et d'éducation.

### Député
Il entre au Folketing en 1994, et devient président de la commission de contrôle parlementaire du respect des droits des personnes placées en détention, prévue par l'article 71 de la Constitution du Danemark, en 1997. Il n'occupe ce poste qu'un an, puis est désigné vice-président du groupe KF en 1999.

### Ministre de la Culture
Le 27 septembre 2001, Brian Mikkelsen est nommé ministre de la Culture dans le gouvernement minoritaire conduit par le libéral Anders Fogh Rasmussen. Il est reconduit le 18 février 2005 et le 23 novembre 2007. En octobre 2007, sa proposition proposition d'asile au Danemark est refusée par l'ex-députée néerlandaise Ayaan Hirsi Ali.

### Justice puis Économie
À la suite de la démission du ministre de l'Économie, Bendt Bendtsen, un remaniement concernant les seuls ministres KF le fait passer au ministère de la Justice le 10 septembre 2008. Il est confirmé à ce poste par le nouveau ministre d'État Lars Løkke Rasmussen le 5 avril 2009. Toutefois, celui-ci procède à un très important remaniement ministériel le 23 février 2010 et Brian Mikkelsen devient ministre de l'Économie et du Commerce. C'est la deuxième fois qu'il prend la succession de Lene Espersen.
Le 28 novembre 2016, il devient ministre du Commerce et de la Croissance dans le gouvernement Lars Løkke Rasmussen III. Il reste en poste jusqu'au 21 juin 2018, date à laquelle il devient président de la Chambre de commerce danoise.

## Positions politiques
Selon Mediapart, Brian Mikkelsen adopte dès 2006 un discours hostile à l'islam.